# UX Orionis
UX Orionis är en vit underjätte och eruptiv variabel av UX Orionis-typ (UXOR) i stjärnbilden Orion. Den är prototypstjärna för en grupp eruptiva variabler som uppvisar oregelbundna variationer inom en vid amplitud från knappt detekterbar till mer än 4 magnituder. De utgör en undergrupp till Herbig-Ae/Be-variablerna, men alla UX Orionis-variabler är dock inte Herbig Ae/Be-stjärnor; utan vissa är T Tauri-stjärnor av sena spektralklasser.
UX Orionis varierar oregelbundet mellan visuell magnitud +9,48 och 12,5.